# Сејшели на Светском првенству у атлетици у дворани 2016.
Сејшели су десети пут учествовали на 16. Светском првенству у атлетици у дворани 2016. одржаном у Портланду од 17. до 20. марта . Репрезентацију Сејшела представљала је једна атлетичарка која се такмичила у скоку увис.,
На овом првенству Сејшели нису освојили ниједну медаљу али је постигнут лични рекорд.

## Учесници
Жене:
- Лиса Лабиче — Скок увис

## Резултати

### Жене
| Атлетичарка | Дисциплина | Лични рекорд | Квалификације | Квалификације | Полуфинале | Полуфинале | Финале   | Финале       | Детаљи |
| Атлетичарка | Дисциплина | Лични рекорд | Резултат      | Место         | Резултат   | Место      | Резултат | Место        | Детаљи |
| ----------- | ---------- | ------------ | ------------- | ------------- | ---------- | ---------- | -------- | ------------ | ------ |
| Лиса Лабиче | Скок увис  |              |               |               |            |            | 1,89 НР  | 10 / 11 (12) |        |